# Carl Rosendahl

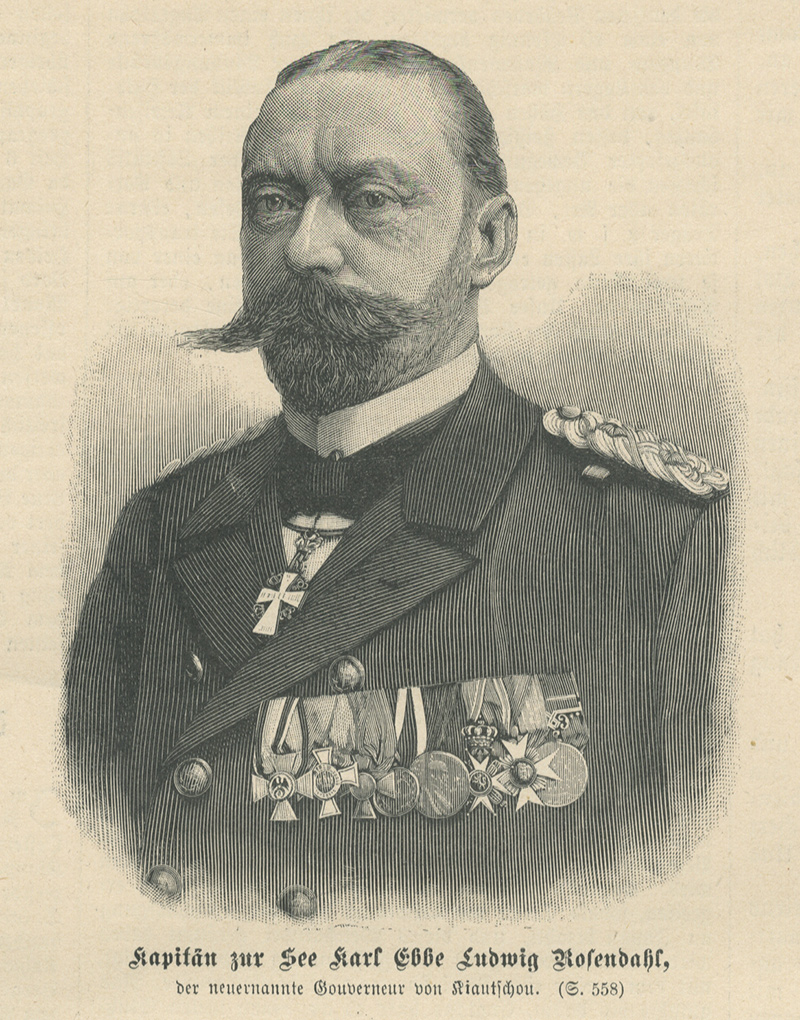
Carl Rosendahl

Carl Ebbe Ludwig Rosendahl (* 2. September 1852 in Kopenhagen; † 11. August 1917 in Trient) war ein deutscher Marineoffizier, zuletzt Konteradmiral der Kaiserlichen Marine und vom 16. April 1898 bis zum 18. Februar 1899 erster Gouverneur des deutschen Schutzgebietes Kiautschou.

## Leben

### Ausbildungsjahre und erste Kommandos
Rosendahl war der Sohn eines deutschen Angestellten im dänischen Finanzministerium in Kopenhagen. Er trat 1869 in die Marine des Norddeutschen Bundes ein, wurde 1873 Leutnant, 1876 Oberleutnant, Kapitänleutnant in 1883 und am 15. April 1890 Korvettenkapitän. Von Mai 1891 bis September 1894 war er Kommandeur der 2. Torpedoabteilung der Inspektion des Torpedowesens. Es folgten Verwendungen als Kommandant des neu in Dienst gestellten Küstenpanzerschiffes Hagen von Oktober 1894 bis September 1895 und anschließend des wesentlich älteren, aber größeren Panzerschiffs Friedrich Carl von September 1895 bis Januar 1898 – während dieser Dienstzeit wurde er 1896 zum Kapitän zur See befördert.

### Gouverneur von Kiautschou
Nach der Besetzung der Kiautschou-Bucht durch deutsche Marinestreitkräfte 1897 wurde Rosendahl zum ersten Gouverneur der Musterkolonie ernannt und übernahm am 16. April 1898 die Geschäfte von dem interimistisch befehlshabenden Offizier Oskar von Truppel, der wiederum 1901 Gouverneur von Kiautschou werden sollte. Rosendahl verfolgte in seinem Amt eine Politik mit klarem Schwerpunkt auf der Führung der Kolonie als militärischem Stützpunkt und weniger als zivilem (Handels-)Hafen. Dies entsprach auch seiner Hauptfunktion als Flottenstützpunkt für die kaiserliche Marine, der nicht vom Reichskolonialamt, sondern vom Reichsmarineamt verwaltet wurde. Rosendahl war damit direkt dem Staatssekretär des RMA, Großadmiral Alfred von Tirpitz verantwortlich. Nach nur einem halben Jahr wurde Rosendahl von Tirpitz abberufen. Der Grund für seine Abberufung war, laut Tirpitz, dass er nicht im Stande gewesen sei, seinen Blick, über den Rahmen der Tätigkeit als militärischer Befehlshaber hinaus, auf die großen Ziele der schnellen wirtschaftlichen Entwicklung zu richten und diese zu fördern. Tirpitz reagierte dabei nervös auf Kritik in der deutschen Presse, hinter der Interessen deutscher Kaufleute standen, denen die Stadtplanung und der Landverkauf im Schutzgebiet zu langsam geregelt wurden. Tirpitz stellte Rosendahl bereits am 10. Oktober 1898 zur Disposition. Da Rosendahls designierter Nachfolger Paul Jaeschke aber erst am 18. Februar 1899 in Tsingtao eintraf, blieb Rosendahl bis dahin im Amt.

### Weitere Marinekarriere
Rosendahl kehrte im September 1899 nach Deutschland zurück und übernahm das Kommando des Linienschiffs Brandenburg. Die Brandenburg gehörte zu den Schiffen, die im Juli 1900 als „Detachierte Division“ zur Niederschlagung des inzwischen ausgebrochenen Boxeraufstands nach China entsandt wurden. Daher war Rosendahl 1900–1901 wieder in China und besuchte unter anderem am 8. April die Einweihung der Eisenbahn von Tsingtau nach Jiaozhou, dem ersten Teilstück der Schantung-Bahn. Im September 1901 kehrte er nach Deutschland zurück. Am 11. Januar 1912 wurde Rosendahl im Range eines Konteradmirals pensioniert. Er starb in Trient am 11. August 1917.

## Sonstiges
Eine Lokomotive der Eisenbahn Tsingtau-Tsinan (Fertigstellung Februar 1904 als Teil der Schantung-Bahn) wurde nach ihm benannt.